# Dollaro canadese

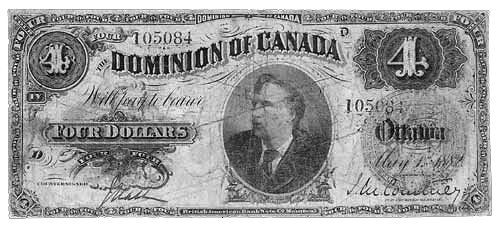
Banconota da 4 dollari canadesi

Il dollaro canadese (il simbolo: $, il codice ISO 4217: CAD; in inglese canadian dollar, in francese dollar canadien) è la valuta ufficiale del Canada. È suddiviso in 100 cent. Il dollaro è stato in vigore per la gran parte della storia del Canada.

## Storia
Il Canada decise di usare il dollaro al posto della sterlina inglese a causa della diffusione del dollaro spagnolo nel Nord America fra il XVIII e l'inizio del XIX secolo, e a causa della standardizzazione del dollaro statunitense. La regione corrispondente all'odierno Québec, in particolare, favorì il dollaro (la Banca di Montréal emise banconote in dollari nel 1817), mentre le colonie atlantiche, che avevano legami più forti con la Gran Bretagna erano meno entusiaste. Le Province del Canada dichiararono che tutti i conti sarebbero stati tenuti in dollari il 1º gennaio 1858, e ordinarono l'emissione dei primi dollari canadesi ufficiali nello stesso anno. Le colonie, che si sarebbero in seguito unite nella Confederazione Canadese, adottarono progressivamente un sistema decimale negli anni seguenti.
Infine, il governo passò lo Uniform Currency Act nell'aprile 1871, sostituendo le valute delle varie province con un dollaro canadese comune a tutte. Il gold standard fu abolito definitivamente il 10 aprile 1933.

## La valuta canadese
I canadesi usano monete e banconote con denominazione simile a quelle statunitensi. Infatti, storicamente, le dimensioni delle monete inferiori a 50 cent sono identiche a quelle statunitensi, a causa del fatto che entrambe le nazioni usavano il dollaro spagnolo come base.
Le monete canadesi sono emesse dalla Royal Canadian Mint o, in francese, la Monnaie royale canadienne, con produzione a Winnipeg. Le banconote sono emesse dalla Banca del Canada e stampate a Ottawa. Sia le monete sia le banconote riportano le due lingue ufficiali del paese: inglese e francese.
Il più significativo tra gli sviluppi recenti della valuta canadese è stato il ritiro delle banconote da 1 $ e da 2 $, rispettivamente nel 1987 e nel 1996, e la loro sostituzione con monete. Le monete da 1 $ sono colloquialmente chiamate loonies, dal nome inglese (common loon) della strolaga maggiore che vi è raffigurata, e il nome viene spesso usato per riferirsi alla valuta in generale. La moneta da 2 $, che raffigura un orso polare, viene detta per analogia twonies (o toonies).
La Bank of Canada ha recentemente introdotto una nuova serie di banconote, a cominciare dal 10 $ del 2001 e dal 5 $ del 2002, chiamate Canadian Journey. Questa serie raffigura elementi della tradizione canadese e brani di letteratura canadese.
Inoltre, tra il 2000 e il 2002, la Royal Canadian Mint ha alterato la composizione delle proprie monete. La lega al 99% di nichel per le monete argentate e quella da 1 $, e la lega al 98,4% di zinco del penny, sono state sostituite con acciaio placcato; questa misura presa per ridurre i costi di produzione, ha creato problemi di compatibilità tra le nuove monete e apparecchiature tipo telefoni pubblici o distributori automatici.
| Monete Canadesi |                                     |                                                                 |               |                                  |        |          |          |
| Valore          | Nome comune                         | Composizione                                                    | Fronte        | Retro                            | Peso   | Diametro | Spessore |
| $0,01           | penny (Fr. cent noir)               | 94% acciaio, 1,5% nichel, 4,5% rame copertura                   | Elisabetta II | Foglia d'acero                   | 2,35 g | 19,05 mm | 1,45 mm  |
| $0,05           | nickel (Fr. cinq cent)              | 94,5% acciaio, 3,5% rame, 2% nichel copertura                   | Elisabetta II | Castoro                          | 3,95 g | 21,2 mm  | 1,76 mm  |
| $0,10           | dime (Fr. dix cent)                 | 92% acciaio, 5,5% rame, 2,5% nichel copertura                   | Elisabetta II | Il Bluenose (un famoso schooner) | 1,75 g | 18,03 mm | 1,22 mm  |
| $0,25           | quarter (Fr. trente sous)           | 94% acciaio, 3,8% rame, 2,2% nichel copertura                   | Elisabetta II | Caribù                           | 4,4 g  | 23,88 mm | 1,58 mm  |
| $0,50           | half-dollar (Fr. cinquante sous);   | 93,15% acciaio, 4,75% rame, 2,1% nichel copertura               | Elisabetta II | Stemma del Canada                | 6,9 g  | 27,13 mm | 1,95 mm  |
| $1              | loonie (Fr. huard)                  | 91,5% nichel 8,5% bronzo copertura                              | Elisabetta II | Strolaga maggiore                | 7 g    | 26,5 mm  | 1,75 mm  |
| $2              | toonie or twonie (Fr. deux dollars) | Anello - 99% nichel; centro - 92% rame, 6% alluminio, 2% nichel | Elisabetta II | Orso polare                      | 7,3 g  | 28 mm    | 1,8 mm   |

| Banconote canadesi            | Banconote canadesi       | Banconote canadesi          | Banconote canadesi |
| 1986 Serie degli uccelli      | 1986 Serie degli uccelli | 1986 Serie degli uccelli    | 1986 Serie degli uccelli |
| Valore                        | Colore                   | Fronte                      | Retro |
| ----------------------------- | ------------------------ | --------------------------- | --- |
| $2;                           | Terracotta               | Elisabetta II               | Tordo migratore americano |
| $5;                           | Blu                      | Wilfrid Laurier             | Martin pescatore americano |
| $10;                          | Viola                    | John A. Macdonald           | Falco pescatore |
| $20                           | Verde                    | Elisabetta II               | Strolaga maggiore |
| $50                           | Rosso                    | William Lyon Mackenzie King | Civetta delle nevi |
| $100                          | Marrone                  | Robert Borden               | Oca del Canada |
| $1000;                        | Rosa                     | Elisabetta II               | Ciuffolotto delle pinete |
| 2001 Serie "Canadian Journey" |                          |                             | |
| $5                            | Blu                      | Wilfrid Laurier             | Bambini che giocano a hockey su ghiaccio e altri sport invernali; estratto da The Hockey Sweater di Roch Carrier                           |
| $10                           | Viola                    | John A. Macdonald           | Forze di Peacekeeping e memoriale di guerra; campo di papaveri e estratto da Nei campi di Fiandra di John McCrae                           |
| $20                           | Verde                    | Elisabetta II               | Opera d'arte di Bill Reid e un estratto della La Montagne secrète di Gabrielle Roy                                                         |
| $50                           | Rosso                    | William Lyon Mackenzie King | Famous Five e Thérèse Casgrain; citazione dalla Dichiarazione universale dei diritti umani                                                 |
| $100                          | Marrone                  | Robert Borden               | Mappa del Canada un estratto dal poema Jacques Cartier in Toronto di Miriam Waddington                                                     |
| 2011 Serie "Frontiere"        |                          |                             | |
| $5                            | Blu                      | Wilfrid Laurier             | Canadarm 2 e Dextre |
| $10                           | Viola                    | John A. Macdonald           | Il treno passeggeri The Canadian |
| $20                           | Verde                    | Elisabetta II               | Memoriale di Vimy e papaveri |
| $50                           | Rosso                    | William Lyon Mackenzie King | Nave rompighiaccio Amundsen nelle acque artiche, mappa del Canada settentrionale e la parola "Artico" in inuktitut (ᐅᑭᐅᖅᑕᖅᑐᖅ, ukiuqtaqtuq) |
| $100                          | Marrone                  | Robert Borden               | Ricerca in campo medico, invenzione del pacemaker, doppia elica del DNA e fiala di insulina                                                |
| 2018 Serie verticale          |                          |                             | |
| $10                           | Viola                    | Viola Desmond               | Museo canadese per i diritti umani |

Tutte le banconote misurano 152,4 × 69,85 mm.